# Nils Vult von Steyern
Nils Einar Lennart Vult von Steyern, född 27 april 1887 i Jakob och Johannes församling, Stockholms stad, död 12 maj 1966 i Hovförsamlingen, Stockholms stad, var en svensk jurist, konsultativt statsråd 1928–1930 samt riksmarskalk 1959–1966.
Vult von Steyern var åren 1928–1930 konsultativt statsråd i Arvid Lindmans andra regering. Han var därefter justitieråd (domare i Högsta domstolen) 1930–1946. Han var även ordförande i Knut och Alice Wallenbergs Stiftelse 1961–1966.

## Utmärkelser

### Svenska utmärkelser
- Riddare och kommendör av Kungl. Maj:ts Orden (Serafimerorden), 28 november 1959.[4]
- Kommendör med stora korset av Nordstjärneorden, 5 juni 1937.[5]

### Utländska utmärkelser
- Storkorset av Iranska Kronorden.[6]
- Storkorset av Norska Sankt Olavs orden.[6]
- Storkorset av första klass av Thailändska kronorden.[6]
- Storkorset av Österrikiska republikens förtjänstorden.[6]